# Comitè d'Enllaç del Guiatge a Espanya
El Comitè d'Enllaç del Guiatge a Espanya (Comité de Enlace del Guidismo en España, CEGE) és l'organisme representant de l'Associació Mundial de Noies Guies i Noies Escoltes a l'Estat Espanyol. Agrupa la Federació Catalana d'Escoltisme i Guiatge i la Federació Espanyola de Guiatge. En 2012 tenia un total de 6.785 membres a l'Estat espanyol.

## Composició
Comprèn les associacions següents:
Federació Catalana d'Escoltisme i Guiatge
- Acció Escolta de Catalunya
- Escoltes Catalans
- Minyons Escoltes i Guies de Catalunya

Federació Espanyola de Guiatge
- AGM (Madrid)
- Asociación Guías de Aragón (Aragó)
- Asociación Guías de Madrid (Comunitat de Madrid)
- Associació Guiatge Valencià (País Valencià)
- Escoltes i Guies de Mallorca (Illes Balears)
- Euskal Eskaut Gia Elkartea (Euskadi)